# بنك زراعات
بنك زراعات (بالتركية: Ziraat Bankası)‏ هو بنك مملوك للدولة في تركيا تأسس عام 1863. يقدم دعم القروض التجارية للشركات والتجار، بالإضافة إلى القروض الشخصية مثل: القروض الاستهلاكية وقروض السيارات وقروض الإسكان.

## التاريخ

### 1863 - عقد 1880
في البداية، استلهم مدحت باشا من تقليد تركي قائم على التعاون المتبادل يُعرف باسم "إيمِجة"، وأسس أول "صناديق البلاد" (بالتركية: Memleket Sandıkları)‏ في عام 1863 في بلدة بيروت. مع إصدار "لائحة صناديق البلاد" في عام 1867، بدأت هذه الصناديق في العمل في جميع أنحاء الدولة العثمانية وواصلت تقديم خدماتها بنجاح لعدة سنوات. في 15 أغسطس 1888، تم تأسيس بنك زراعات رسميًا ليحل محل صناديق المنافع كمنشأة مالية حديثة. تم تحويل صناديق المنافع التي كانت تعمل آنذاك إلى فروع للبنك وبدأت في العمل بهذا الشكل.

### 1920 - عقد 2000
بعد الحرب العالمية الأولى واحتلال الدولة العثمانية من قبل الحلفاء، تم ربط الفروع الموجودة في الأراضي المحتلة بمركز إدارة "بنك زراعات" الذي أسسته القوات اليونانية في إزمير. بعد افتتاح مجلس الأمة التركي الكبير في عام 1920، تم ربط الفروع الموجودة في المناطق تحت سيطرة المجلس بفروع أنقرة. في عام 1922، أصبحت منظمتا إزمير وإسطنبول تابعتين لأنقرة، واستعاد البنك تماسكه. في عام 1924، تم إصدار قانون حول تحويل البنك من مؤسسة حكومية إلى شركة مساهمة عامة. في عام 1975، تم افتتاح تمثيلية في هامبورغ، وفُتِحت 3 فروع في قبرص. في عام 1977، تم إنشاء مديريات إقليمية وبدأت سياسة الإدارة المحلية. في عام 1981، تم تأسيس متحف بنك زراعات، الذي يُعتبر أول متحف بنكي في تركيا. في عام 1988، خٌصصت منطقة معينة لدعم الزراعة لأول مرة، حيث تم تقديم قروض مخصصة للمزارعين في منطقة جنوب شرق الأناضول وفقًا لخصائص المنطقة. في عام 1989، تم إصدار أول بطاقة ائتمان، ومنح أول قرض استهلاكي، وبدأت مبيعات الذهب (زراعات غولدن)، وتم تأسيس أول صندوق استثمار للبنك. في عام 2001، تم دمج بنك تركيا إملاك مع بنك زراعات وتم إغلاقه. بعد الأزمة الاقتصادية في تركيا عام 2001، بدأ البنك في إدارة مشتركة مع البنوك الحكومية الأخرى بواسطة مجلس إدارة مشترك، واستمر هذا النظام حتى عام 2005.

## الأنشطة خارج تركيا
لدى بنك زراعات فروع خارج تركيا مثل "بنك زراعات التركي في البوسنة" هو أول بنك أجنبي برأس مال غير محلي تم تأسيسه في البوسنة والهرسك في 19 مارس 1997، وهو حتى اليوم البنك التركي الوحيد في البوسنة والهرسك. يبلغ رأس ماله حوالي 26 مليون يورو، حيث يمتلك بنك زراعات 68% من رأس المال، بينما يمتلك بنك زراعات إنترناشيونال إيه جي، الذي يقع مقره في ألمانيا ويملك كامل رأس ماله، 32% من رأس المال.
حتى عام 2004، كانت "بنك زراعات التركي في البوسنة" يعمل في سراييفو فقط من خلال فرع واحد. وفي عامي 2004 و2005، افتتحت فروعًا جديدة في وزينيتسا، وتوزلا، وإليجا، وموستار، وبيخاتش، ليرتفع إجمالي عدد الفروع إلى 6. بالإضافة إلى الفروع، يعمل البنك من خلال فرعين فرعيين و6 مكاتب، ليصل إجمالي عدد الوحدات العاملة إلى 14.